# Lavis
Lavis és un municipi italià, dins de la província de Trento. L'any 2007 tenia 8.354 habitants. Limita amb els municipis de Giovo, Nave San Rocco, San Michele all'Adige, Terlago, Trento i Zambana.

## Administració
| Període | Identitat           | Partit         |
| ------- | ------------------- | -------------- |
| 2005-   | Graziano Pellegrini | Centreesquerra |